# Плавское озеро
Плавское озеро (черног. Plavsko jezero/Плавско језеро), также Плавско-Блато (Plavsko blato) — озеро на северо-востоке Черногории, в муниципалитете Плав.
Ледниковое озеро располагается у северных склонов массива Проклетие на высоте 920 м над уровнем моря, имеет размеры 2 × 1,2 км. Максимальная глубина — 9 м. В озеро впадает и вытекает река Лим. Озеро является туристической достопримечательностью региона.